# Біокаталізатор
Бі́окаталіза́тори — ензими чи інші біологічні сполуки, які прискорюють протікання біологічних процесів (як правило, незрівнянно більше, ніж на це здатні в подібних реакціях звичайні каталізатори). Біокаталізатори можуть входити до складу організмів чи клітинних культур (у вільній від клітин чи цілоклітинній формі) і каталізувати метаболічні реакції в живому організмі або перетворення субстратів у хімічних реакціях.